# Cyanocorax colliei
Черногорлая сорочья сойка (лат. Cyanocorax colliei) — вид воробьинообразных птиц из семейства врановых, обитающий в Мексике.

## Описание
Длина 58,5—76,5 см, масса тела — 225—251 г. Птица имеет примечательную длину хвоста, присущую лишь немногим врановым, среди которых Pica hudsonia, Urocissa erythrorhyncha и близкородственная Cyanocorax formosa. Спина, крылья и хвост голубые, брюшко и нижняя часть крестца — белые. Клюв, лапы, голова и хохолок чёрные, за исключением бледно-голубого полумесяца над глазом и пятна под ним. У молодых особей хохолок имеет белый кончик, а пятно под глазом имеет меньшие размеры и более темно окрашено, нежели у взрослых. Большинство птиц имеет черные горло и грудь, но у некоторых особей в южной части ареала имеются различные вариации белого цвета в этих местах.
Крики разнообразные, громкие, хриплые, иногда подобны звукам, издаваемым попугаевыми.

## Ареал и среда обитания
Эти птицы парами или в небольших группах заселяют леса, за исключением влажной лесистой местности, и частично открытые области Тихоокеанского склона Мексики от юга Соноры, южнее до Халиско и северо-западней Колимы, в общей сложности охватывая 160 000 км2. В 1993 было отмечено некоторое снижение численности.

## Образ жизни
Птицы всеядны, что типично для семейства врановых.
Гнездо также типично для семейства, представляет собой большую чашу из веток, устланную мягкими материалами. Самка откладывает от 3 до 7 беловатых яиц, покрытых коричневыми и серыми пятнышками.
Этот вид может скрещиваться с Calocitta formosa в Халиско и Колиме, где гибридные формы обычны. Они считаются подвидом Calocitta formosa, C. f. colliei.
Видовое название дано в честь шотландского натуралиста Александра Колли.